# Molunat (otok)
Molunat (Veliki Školj) je otok na jugu Hrvatske, ispred Konavala. 
Njegova površina iznosi 0,165 km2. Duljina obalne crte iznosi 1834 m, a iz mora se uzdiže 41 metar.
Od kopna, odnosno poluotoka Molunat, je udaljen oko 60 metara, a zajedno s poluotokom zatvara zaljev u kojem se nalazi naselje Molunat. Na izlazu iz zaljeva je i jedini drugi otočić u blizini - Supetrić. Otočić je sa sjeverne strane blage kamenite obale. S južne strane otvorenog mora obala je strma i nepristupačna nalik Konavoskim stijenama. Na otočiću postoji prirodna plaža s pogledom na susjedni otočić, Mali Školj. 